# Toons Mag
Toons Mag est un magazine de bandes dessinées qui offre une plateforme mondiale en ligne pour la publication de dessins éditoriaux, de bandes dessinées, de caricatures, d'illustrations et de nouvelles relatives à ce domaine. Il ne s'agit pas seulement que d'une publication multilingue, mais aussi l'organisateur d'un concours international de dessins animés et d'expositions. Ce magazine a été fondé en 2009 par le dessinateur Arifur Rahman, basé à Drøbak, en Norvège.

## Brève histoire du fondateur
En 2007, le caricaturiste Arifur Rahman a commencé à dessiner pour un magazine satirique bangladais appelé Alpin. C'était une publication complémentaire amusante de Prothom Alo,,.
Chez Alpin, l'un de ses dessins animés a provoqué une plaisanterie sur l'ajout de "Mohammad" au début du nom d'une personne. Le dessin animé culmine lorsqu’un jeune garçon présente son chat sous le nom de « Mohammad le Chat ». La caricature, qui a été publiée pendant la fête islamique du Ramadan, a suscité des protestations dans tout le Bangladesh et a conduit à l'arrestation d'Arifur Rahman,.
Le 18 septembre, Alpin a été interdit définitivement et le rédacteur en chef d'Alpin a été suspendu. Les rédacteurs en chef des journaux bangladais ont décidé qu'ils ne publieront plus jamais ses caricatures à l'avenir. En prison, Arifur Rahman souhaitait qu'une fois libéré, il puisse lancer un magazine comme Alpin. Après six mois et deux jours de prison pour "atteinte aux sentiments religieux", il a été libéré mais s'est trouvé dans l'impossibilité de publier son travail,,.
Un an plus tard, certains journaux publient ses caricatures, mais toutes sont publiées anonymement. Arifur Rahman n'était pas satisfait de publier sa caricature de façon anonyme. Il a toujours voulu publier ses caricatures sous son propre nom. Il a donc essayé de lancer un magazine de dessins animés imprimé, mais il n'avait pas assez de financement. Puis, il a décidé de publier sur Internet, un moyen simple et à bas prix d'obtenir un public mondial. En 2009, il a lancé "Toons Mag Online Cartoon Magazine".

### Prix
En 2015, Toons Mag Bengali a remporté le prix "Best of online activism awards" dans la catégorie "choix du peuple" à Deutsche Welle, Allemagne,.
Toons Mag fait la promotion de la liberté d'expression par le biais de dessins, de bandes dessinées, de caricatures et d'articles. Il est publié en anglais, bengali, arabe, espagnol et hindi.

## Concours et expositions de dessins animés
Depuis 2015, Toons Mag organise le Concours international de dessins animés et d'expositions pour soutenir les droits des enfants, les droits des femmes, la liberté d'expression, l'égalité des sexes et l'égalité des droits.

### 2015: Les enfants à la guerre
En 2015, c'était une exposition internationale itinérante, l'accent a été mis sur les enfants en situation de guerre et les zones de conflit comme la Syrie, le Yémen, l'Afghanistan, l'Irak, etc. 128 abonnés à partir de 51 pays ont contribué à l'exposition avec leurs dessins. L'exposition a été inaugurée par l'Évêque dans le château Atle Sommerfeldt dans Avistegnernes Maison, Drøbak. Après l'exposition, a été exposée à Oslo, Nesodden, Bergen, Stavanger, Haugesund, Kristiansand et à Norrköping en Suède. L'événement a été soutenu par The Norwegian Cartoonist Gallery et Fritt Ord,,,,.

### 2016: Droits des femmes
Le concours de dessins animés, organisé par Arifur Rahman et Toons Mag, a reçu 1 625 dessins de 567 caricaturistes de 79 pays différents,,. Une sélection a été représentée dans les expositions sur les droits des femmes, qui ont ouvert leurs portes à Drøbak, Bangalore et Uttar Pradesh pour la Journée internationale de la femme, le 8 mars 2016 par le caricaturiste Siri Dock. Les dessins présentés dans les expositions traitent des droits et des femmes, des limitations des droits des femmes, du manque d'éducation, des mariages forcés, des mutilations génitales féminines, de la violence, de la discrimination, de la protection juridique et du travail.
Le 10 décembre 2016, il a été exposé dans la galerie Brain Sneezing du Prešov Wave Club, en Slovaquie.
L'événement a été soutenu par la Norwegian Cartoonist Gallery, Fritt Ord, l'Indian Institute of Cartoonist, la Brain Sneezing Gallery, le club Prešov Wave, des fonds EEE et la République slovaque,,.

### 2017-2018: La liberté d'expression
Cette exposition a été réalisée en collaboration avec le dessinateur bangladais Arifur Rahman, lui-même victime de torture et d'emprisonnement pour ses dessins,. Cinq cent dix-huit caricaturistes de 83 pays y ont participé, soumettant 1 556 caricatures.
L’inauguration de l'exposition a eu lieu dans trois pays. Per Edgard Kokkvold, écrivain et président du Conseil norvégien de la radiodiffusion, ancien rédacteur en chef et secrétaire général de l'Association norvégienne de la presse et dirigeant de la Commission des plaintes contre la presse, a inauguré cette exposition. Moddi Knutsen, musicien norvégien, a inauguré l'exposition et Roar Hagen, caricaturiste politique norvégien, a annoncé le lauréat.
Sathyabhama Badhreenath, directeur de la National Gallery of Modern Art, a inauguré l'exposition à l'Indian Institute of Cartoonists, Bangalore, en Inde,.
Il a également été exposé à la Kýchanie mozgu - Brain Sneezing gallery, Prešov, Slovaquie, ainsi qu'à l'ambassade de Slovaquie à Oslo, Norvège.
L'événement a été soutenu par la Galerie norvégienne des caricaturistes, Fritt Ord, le Festival norvégien de littérature de Lillehammer, Brain Sneezing Gallery, Prešov et l'Indian Institute of Cartoonist. Plus tard, il a été exposé sur Eidsvoll,.

## Prix du caricaturiste de l'année
Un prix annuel pour apprécier et motiver les caricaturistes pour leurs meilleurs dessins animés.